# M3 „Мазалица”
М3 Мазалица тј. М3 Grease Gun (енгл. United States Submachine Gun, Cal. .45, M3) је амерички аутомат у калибру 11.43x23mm (.45 ACP) конструисан 1942. од стране инжињера Џорџа Хајда. Име овог аутомата преведено на српски значи „Мазалица" па је под тим именом позната и међу колекционарима али и у званичној војној номенклатури. Аутомат Мазалица је дизајниран као јефтино и једноставно оружје које би надокнадило трошкове прескупог Томпсона. Мазалица се производила веома једноставно, углавном од пресованих делова па се за краће време могао произвести већи број, уједно се одликовала и добром поузданошћу.
Аутомат М3 је током Другог светског рата коштао свега $15.